# Chiesa cattolica in Belize
La Chiesa cattolica in Belize è parte della Chiesa cattolica che riconosce nel vescovo di Roma il suo supremo capo spirituale. Conta il 40% di battezzati nella sua unica Diocesi di Belize-Belmopan secondo l'Annuario Pontificio 2023.

## Organizzazione ed istituzioni
La Chiesa cattolica è presente sul territorio con una sola diocesi, quella di Belize-Belmopan, suffraganea dell'arcidiocesi di Kingston in Giamaica.
I vescovi del Belize fanno parte della Conferenza Episcopale delle Antille.

## Nunziatura apostolica
La nunziatura apostolica in Belize è stata istituita il 9 marzo 1983 con il breve Patet Ecclesiam di papa Giovanni Paolo II. Il nunzio risiede a Port of Spain, in Trinidad e Tobago.

### Nunzi apostolici
- Paul Fouad Naïm Tabet † (11 febbraio 1984 - 8 settembre 1984 nominato pro-nunzio apostolico in Nigeria)
- Manuel Monteiro de Castro (16 febbraio 1985 - 21 agosto 1990 nominato nunzio apostolico in Honduras e El Salvador)
- Eugenio Sbarbaro (7 febbraio 1991 - 5 maggio 1998 dimesso)
- Giacinto Berloco (5 maggio 1998 - 24 febbraio 2005 nominato nunzio apostolico in Venezuela)
- Luigi Pezzuto (7 maggio 2005 - 17 novembre 2012 nominato nunzio apostolico in Bosnia ed Erzegovina e Montenegro)
- Léon Kalenga Badikebele † (13 aprile 2013 - 17 marzo 2018 nominato nunzio apostolico in Argentina)
- Fortunatus Nwachukwu (8 settembre 2018 - 17 dicembre 2021 nominato osservatore permanente della Santa Sede presso l'Ufficio delle Nazioni Unite ed Istituzioni specializzate a Ginevra e l'Organizzazione mondiale del commercio e rappresentante della Santa Sede presso l'Organizzazione internazionale per le migrazioni)
- Santiago De Wit Guzmán, dal 30 luglio 2022